# Service de police de Grand Sudbury
 (novembre 2024).
Le Service de police du Grand-Sudbury est le service de police de la municipalité du Grand Sudbury, situé au nord de l'Ontario, au Canada. Le service est responsable de plus de 3 000 kilomètres carrés de superficie du nord de l'Ontario. Le service est responsable pour la patrouille de la municipalité avec la Police provinciale de l'Ontario, qui sont principalement responsables pour les endroits externes de la région du nord de l'Ontario.
Le service emploie plus de 350 employés, avec plus de 255 policiers, divisés en deux divisions distinctes : Opérations et Services corporatifs. La division des opérations contient les départements suivants : Uniformes, Enquêtes criminelles, Support au terrain aux unités uniformes, Opérations d'urgences et soutien organisationnel.
Le futur chef de police est Paul Pedersen, qui entrera en poste le 5 mai 2014.[Passage à actualiser]